# 그레이하운드 (버스)
그레이하운드 라인스(Greyhound Lines, Inc.)는 미국의 버스 회사이자, 회사가 운행하는 장거리 버스 자체를 뜻한다. 알래스카와 하와이를 제외한 미국 전역과 캐나다 및 멕시코의 일부 도시를 연결하는 수많은 노선이 있으며, 미국 내에서만 3,100개 이상의 노선이 존재한다. 2400개 이상에 달하는 버스 터미널을 소유하고 있다. 1913년에 미네소타주 히빙에서 설립되었으며, 현재는 텍사스주 댈러스에 본사를 두고있다. 회사명 및 로고는 그레이하운드에서 유래한다. 대한민국 지사였던 그레이하운드 코리아는 중앙고속에 인수 되었다.

## 같이 보기
- 그레이하운드 캐나다